# Ivo Lhotka-Kalinski
Ivo Lhotka-Kalinski (ur. 30 lipca 1913 w Zagrzebiu, zm. 29 stycznia 1987 tamże) – chorwacki kompozytor.

## Życiorys
Syn kompozytora Frana Lhotki. Studiował kompozycję i śpiew u ojca w konserwatorium w Zagrzebiu. W latach 1937–1939 był uczniem Ildebrando Pizzettiego w Rzymie. Od 1949 do 1950 roku był dyrektorem szkoły muzycznej w Splicie. Od 1951 roku uczył śpiewu w konserwatorium zagrzebskim. Opublikował prace Technika pjevanja (Zagrzeb 1940) i Umjetnost pjevanja (Zagrzeb 1953).
Wykształcił własny styl, oparty na elementach narodowych czerpanych z chorwackiego folkloru muzycznego. Począwszy od lat 50. XX wieku stopniowo adaptował współczesne techniki takie jak atonalność i dodekafonia. 

## Wybrane kompozycje
(na podstawie materiałów źródłowych)

### Utwory orkiestrowe
- Symfonia (1937)
- poemat symfoniczny Jutro (1942)
- Misli na klarnet i smyczki (1965)

### Opery
- Pomet, meštar od ženidbe (wyst. Zagrzeb 1944)
- Matija Gubec (wyst. Zagrzeb 1948)
- opera dziecięca Velika coprarija (1952)
- opera radiowa Analfabeta (1954, wyk. Belgrad 1954)
- opera telewizyjna Putovanje (1956, wyst. Zagrzeb 1957)
- opera telewizyjna Dugme (1957, wyst. Zagrzeb 1958)
- opera telewizyjna Vlast (wyst. Belgrad 1959)
- Svijetleći grad (1966, wyst. Zagrzeb 1967)

### Balet
- Legenda o pjesmi (1955, wyst. Rijeka 1966)

### Kantaty
- Verba fili David (1940)
- Hrvatska kronika (1952)
- Kerempuhova pjesem (1959)